# Matthew Festing
Matthew Festing OBE, (Londen, 30 november 1949 – Valletta, 12 november 2021) was de 79e grootmeester van de Soevereine Militaire Hospitaalorde van Sint-Jan van Jeruzalem, Rhodos en Malta. Hij trad aan in 2008 en nam begin 2017 ontslag.

## Grootmeester
Na zijn gelofte als ridder van Gratie en Devotie te hebben afgelegd werd hij "Fra' Matthew Festing" genoemd. Hij volgde op 11 maart 2008 zijn overleden landgenoot Fra' Andrew Bertie als grootmeester op. Hij verwierf daarmee de rang van prins en staatshoofd, ook al bezit de orde geen grondgebied meer. Hij werd voortaan als "Uwe Eminente Hoogheid" aangesproken. Ook de formule "Meest Nederige Dienaar van de Armen van Jezus Christus" maakte deel uit van zijn titel, een verwijzing naar de in de orde heersende gewoonte om van "onze heren de armen en zieken" te spreken.
Festing werd door de Complete Staatsraad van de orde gekozen en legde in de handen van de kardinaal-patroon van de orde, kardinaal Pio Laghi, de eed af. Hij was de tweede Brit op deze hoge post en werd in de pers een verrassende keuze genoemd. De meeste van zijn voorgangers waren Spaanse en Italiaanse edellieden uit oude grafelijke families.
Festing was sinds 1993 de grootprior van de Engelse Grootpriorij van de Orde van Malta en had veel ervaring met het organiseren en leiden van humanitaire missies. Hij nam persoonlijk de leiding op zich van missies in het door oorlog en terreur geteisterde Kosovo, Servië en Kroatië. De vrome katholiek leidde ook bedevaarten van zieken en gehandicapten naar Lourdes.

## Levensloop
Festing komt uit een oude katholieke familie. Zijn vader was veldmaarschalk Francis Festing en zijn moeder, Mary Cecilia Festing, geboren Riddell, komt uit een van de oude anglokatholieke families die eeuwen van achterstelling hebben getrotseerd. Hij stamt af van de zalig verklaarde katholieke martelaar Sir Adrian Fortescue, ook een ridder van Malta, die in 1539 vanwege zijn trouw aan de paus werd geëxecuteerd.
Festing groeide op in Egypte en Singapore en was net als zijn vader beroepsofficier, hij diende in het exclusieve garderegiment van de Grenadier Guards en bereikte de rang van kolonel. Hij studeerde kunstgeschiedenis aan het St John's College in Cambridge en werkte jarenlang als expert bij het veilinghuis Sotheby's. Hij werd benoemd tot plaatsvervangend lord lieutenant van Northumberland en werd met de rang van officier in de Orde van het Britse Rijk opgenomen.
In 1977 werd de niet-adellijke Mathew Festing een ridder van Magistrale Gratie in de Orde van Malta. In 1988 werd hij bevorderd tot rechtsridder. In 1991 legde hij de geloften van kuisheid en gehoorzaamheid, de zogenaamde lagere wijdingen, af en werd hij een van de ridders van Obediëntie, de ruggengraat van de Orde van Malta. Hij was bekend om zijn encyclopedische kennis van de geschiedenis van de Orde van Malta en om zijn organisatievermogen. Zijn verkiezing kwam op een moment dat de orde, die tijdens de regering van zijn voorganger sterk aan belang had gewonnen in de islamitische wereld, in diskrediet werd gebracht door moslimfundamentalisten die de caritatieve orde met de kruistochten en complotten tegen de islam in verband brachten. Al Qaida riep zelfs op tot terreuraanslagen tegen deze caritatieve orde.

## Ontslag
Op 24 januari 2017 nam Festing, op verzoek van paus Franciscus, ontslag als grootmeester van de Orde van Malta. Dit was het gevolg van een conflict dat begon nadat bekend was geworden dat in 2005, onder verantwoordelijkheid van de grootkanselier van de orde, Albrecht Freiherr von Boeselager, in zijn vorige functie van verantwoordelijke voor de medische hulpactiviteiten van de orde, condooms waren verstrekt door hulporganisaties, ten behoeve van prostituees en seksslaven in Myanmar.
Von Boeselager werd door grootmeester Festing gevraagd om af te treden, hetgeen hij weigerde. Ook na een formeel bevel om op te stappen, op basis van de gelofte van gehoorzaamheid, weigerde Von Boeselager opnieuw. Daarop werd een procedure in gang gezet om Von Boeselager het lidmaatschap van de orde te ontnemen, wat tegelijk het verlies van zijn ambt zou betekenen. 
Grootmeester Festing liet echter noteren dat de kwestie van de condooms al een hele tijd was uitgeklaard en geklasseerd. Er zouden dus mogelijk andere redenen spelen en in de media werden de volgende punten genoemd:
- een interne ontevredenheid tegenover de grootmeester die, naast het officieel bestuursorgaan van de orde, een eigen groep medewerkers zou hebben opgericht, met wie hij de orde op autoritaire wijze bestuurde; tijdens de persconferentie gehouden op 2 februari 2017, geleid door Von Boeselager, gaf deze dit element aan als een belangrijke factor van dispuut tussen de grootmeester en leden van de soevereine raad;
- een strijd tussen 'conservatieven' (gesterkt door de benoeming als hun patroon van kardinaal Raymond Leo Burke) en een groep 'progressisten' ondersteund door de staatssecretarie binnen het Vaticaan;
- een inwendige strijd, waarbij de Duitse afdeling van de orde poogde grotere macht te verwerven ten nadele van de Engelstaligen;
- een geheimzinnige strijd rond een bedrag van 120 miljoen Zwitserse franken die op een rekening in Liechtenstein of Zwitserland zou staan, waarvan de Orde van Malta een deel voor zich zou opeisen; op de persconferentie van 2 februari werd verklaard dat de orde met deze rekening niets te maken had; dit belet niet dat op 1 maart de grootkanselier berichtte dat een akkoord was bereikt met de houdster van de trust en 30 miljoen Zwitserse frank over een periode van zeven jaar aan de orde zou worden overgemaakt;
- een peripetie in de strijd tussen paus Franciscus en de patroon van de Orde van Malta, kardinaal Raymond Leo Burke;
- de zogenaamde Trio-affaire, waarbij in Frankrijk en België leden of vrienden van de Orde zouden betrokken zijn.

Grootkanselier Von Boeselager wendde zich tot paus Franciscus, omdat hij meende ten onrechte ontslagen te worden. Hij betoogde dat hij conform het beleid van de paus barmhartigheid had willen betrachten jegens mensen die niet geheel in staat zijn om volledig volgens de katholieke leer te leven. De paus zou daar kennelijk in zijn meegegaan en benoemde op 21 december 2016 een commissie om het ontslag van Von Boeselager te onderzoeken. 
De paus liep hiermee voorbij aan de grootmeester en aan de geestelijke patroon van de orde, de conservatieve kardinaal Raymond Leo Burke, zijn grootste tegenstander binnen het Vaticaan. Het hoofdbestuur van de Maltezer Orde liet weten dat zij niet met deze commissie wilde meewerken, aangezien het ontslag een interne aangelegenheid van de soevereine orde betrof. De onpartijdigheid van de leden van de onderzoekscommissie werd in vraag gesteld, en de suggestie werd gemaakt dat het allemaal vrienden waren van de afgezette grootkanselier. De diensten van de staatssecretarie veroordeelden deze insinuaties.
Daarop besloot paus Franciscus dat grootmeester Festing dan maar moest opstappen en vroeg hem zijn ontslag in te dienen. Wat hij deed, tijdens een onderhoud met de paus op 24 januari 2017.
Na de aanvaarding van het ontslag van de grootmeester door de soevereine raad, werd het ad interim onmiddellijk waargenomen door de tweede in bevel, de groot-commandeur, de tachtigjarige Oostenrijker Ludwig Hoffmann von Rumerstein.
Een persbericht van het Vaticaan deelde ondertussen mee dat de paus een pauselijk afgevaardigde zou benoemen die de leiding van de Orde zou nemen en hervormingen zou doorvoeren. Het bericht deelde ook mee dat alle beslissingen die door de grootmeester en de algemene vergadering waren genomen vanaf 6 december 2016, als ongeldig werden beschouwd door het Vaticaan.
In een brief van 27 januari gericht aan de orde, bevestigde paus Franciscus dat hij een legaat zou aanstellen die de religieuze aspecten van de orde zou onderzoeken, terwijl hij bevestigde dat voor het overige de orde zijn soevereiniteit en zelfstandigheid behield.
Op 28 januari 2017 aanvaardde de soevereine raad van de orde bij meerderheid het ontslag van de grootmeester en bevestigde de grootcommandeur Ludwig Hoffmann von Rumerstein als luitenant-grootmeester. Vervolgens bevestigde de raad de nietigverklaring van de beslissingen genomen door de grootmeester sinds 6 december en herstelde von Boeselaer, met onmiddellijke ingang, in zijn vroegere functie. Enkele dagen later werd de verkiezing van een nieuwe grootmeester vastgesteld op 29 april 2017.
In maart 2017 gaf Festing in een interview te kennen dat het mogelijk was dat hij zou herverkozen worden en dat hij in dit geval de herverkiezing zou aanvaarden.
Half april liet het Vaticaan, bij monde van aartsbisschop Becciu aan Festing het bevel geworden om niet aan de algemene vergadering van 29 april deel te nemen. Festing legde dit bevel naast zich neer en vertrok op 27 april naar Rome. Om het gezichtsverlies minimaal te houden, herriep het Vaticaan het opgelegde verbod. Festing nam op 29 april deel aan de algemene vergadering en aan de verkiezing waarbij een luitenant-grootmeester werd verkozen.

## Overlijden
Op 4 november 2021 was Festing aanwezig bij een dienst in de Sint-Janscokathedraal van Valletta. Enkele uren later werd hij ziek en werd hij overgebracht naar het ziekenhuis en aldaar overleed hij acht dagen later.